# Belizefloden
Belizefloden (spanska: Río Belice) är en flod i Belize. Flodens längd är 290 kilometer. 